# Rock in a Hard Place
Rock in a Hard Place sedmi je studijski album američke hard rock skupine Aerosmith koji izlazi u kolovozu 1982.g.
Rock in a Hard Place, prvi je album sastava Aerosmith koji izlazi bez osobnosti Joea Perryja i njegovog djelovanja na materijalu. Perry je iz sastava otišao 1979.g., a umjesto njega na mjesto gitariste 1981.g. dolazi Brad Whitford u vrijeme snimanja materijala za album. Doduše pojavljuje se kao gost na albumu i svira dionice ritam gitare samo u skladbi "Lightning Strikes".
Album objavljuje diskografska kuća "Columbia Records". Materijal se sastoji od deset skladbi, a producenti su Jack Douglas i Steven Tyler.

## Popis pjesama
1. "Jailbait" (Steven Tyler, Jimmy Crespo) – 4:38
2. "Lightning Strikes" (Richard Supa) – 4:26
3. "Bitch's Brew" (Tyler, Crespo) – 4:14
4. "Bolivian Ragamuffin" (Tyler, Crespo) – 3:32
5. "Cry Me a River" (Arthur Hamilton) – 4:06
6. "Prelude to Joanie" (Tyler) – 1:21
7. "Joanie's Butterfly" (Tyler, Crespo, Jack Douglas) – 5:35
8. "Rock in a Hard Place (Cheshire Cat)" (Tyler, Crespo, Douglas) – 4:46
9. "Jig Is Up" (Tyler, Crespo) – 3:10
10. "Push Comes to Shove" (Tyler) – 4:28

## Osoblje
Aerosmith
- Jimmy Crespo - gitara
- Tom Hamilton - bas-gitara, ostale gitare
- Joey Kramer - bubnjevi, prateći vokali
- Steven Tyler -  prvi vokal, usna harmonika, klavijature, udaraljke, bas-gitara
- Rick Dufay - električna gitara

Gostujući glazbenici
- Jack Douglas - udaraljke
- Paul Harris - pianino
- John Lievano - gitara
- Brad Whitford - ritam gitara u skladbi "Lightning Strikes"
- Reinhard Straub - violina
- John Turi - saksofon

Ostalo osoblje
- Producent: Jack Douglas, Steven Tyler
- Projekcija: Josh Abbey, John Agnello, Tony Bongiovi, Godfrey Diamond, Jack Douglas, Malcolm Pollack, Garry Rindfuss, Jim Sessody, Zoe Yanakis
- Mix: Godfrey Diamond

## Top liste
Album - Billboard (Sjeverna Amerika)
| Godina | Top lista  | Pozicija |
| ------ | ---------- | -------- |
| 1982.  | Pop Albums | #37      |

Singlovi - Billboard (Sjeverna Amerika)
| Godina | Singl               | Top lista              | Pozicija |
| ------ | ------------------- | ---------------------- | -------- |
| 1982.  | "Lightning Strikes" | Mainstream Rock Tracks | #21      |

## Certifikat
| Organizacija | Naklada | Datum              |
| ------------ | ------- | ------------------ |
| RIAA - SAD   | Zlatni  | 10. studenog 1989. |

## Vanjske poveznice
- Rock in a Hard Place